# John Biller
John Arthur Biller (14. november 1877 – 26. marts 1934) var en amerikansk atlet som deltog i OL 1904 i St. Louis og 1908 i London.
Biller vandt en sølvmedalje i atletik under OL 1908 i London. Han kom på en delt andenplads i disciplinen Stående længdespring.
Fire år tidligere, under OL 1904 i St. Louis, vandt en bronzemedalje. Han kom på en tredjeplads i disciplinen Stående højdespring.